# Хашдат (Хунедоара)
Хашдат (рум. Hășdat) насеље је у Румунији у округу Хунедоара у општини Хунедоара. Oпштина се налази на надморској висини од 322 m.

## Становништво
Према подацима из 2002. године у насељу је живело 376 становника.

### Попис2002.
| Расподела становништва по националности 2002.‍ | Расподела становништва по националности 2002.‍ | Расподела становништва по националности 2002.‍ | Расподела становништва по националности 2002.‍ | Расподела становништва по националности 2002.‍ |
| --------------------------------------------- | --------------------------------------------- | --------------------------------------------- | --------------------------------------------- | --------------------------------------------- |
|                                               |                                               |                                               |                                               |                                               |
| Румуни                                        | Румуни                                        |                                               | 228                                           | 60,6%                                         |
| Мађари                                        | Мађари                                        |                                               | 105                                           | 27,9%                                         |
| Роми                                          | Роми                                          |                                               | 38                                            | 10,1%                                         |
| Немци                                         | Немци                                         |                                               | 5                                             | 1,3%                                          |